# Ruido cósmico
El ruido cósmico o ruido de radiofrecuencia galáctico es un ruido aleatorio que se origina fuera de la atmósfera terrestre. Puede ser detectado en receptores de radio.  Sus características son similares a las del ruido térmico y se puede encontrar en frecuencias superiores a los 15 MHz con antenas de alta directividad apuntando hacia el Sol o hacia ciertas regiones del cielo como el centro de la Vía Láctea. Algunos objetos celestes como cuásares, objetos super densos apartados de la Tierra, emiten ondas electromagnéticas en todo el espectro de frecuencias incluyendo las radiofrecuencias. También es posible detectar la caída de un meteorito en un receptor de radio; la fricción del objeto con la atmósfera provoca la ionización de los gases cercanos y produce ondas de radio. La radiación de fondo de microondas (CMBR) del espacio exterior, descubierta por Arno Allan Penzias y Robert Wilson, quien después ganó el Premio Nobel por este descubrimiento, es también una forma de ruido cósmico. Se cree que la radiación de fondo microondas es un vestigio del Big Bang que se propaga en el espacio de forma casi homogénea sobre toda la esfera celeste. El ancho de banda de esta radiación es amplio aunque el pico está en el rango de las microondas.